# Юхим Квасницький-Трейман
Юхим Квасницький (псевдоніми Гр. Трейман, Григорій Квасницький) — перекладач, дописувач Літературно-наукового вістника (ЛНВ) з Києва. На сторінках ЛНВ надрукував повісті «Нечистий образок» («Нечистий карбованець») та «Сарана летить!».

## Праці
- Гр. Квасницький. Нечистий образок (карбованець). Львів: Літературно-науковий вістник (З друкарні НТ ім. Шевченка), 1903 (червень). стор.: 228—232
- Гр. Квасницький. Сарана летить!. Львів: Літературно-науковий вістник (З друкарні НТ ім. Шевченка), 1905. т. З0, ч. І. стор.: 104—107